# Ребекка (фильм, 1997)
«Ребекка» — английский телевизионный мини-сериал в жанре триллер, экранизация одноименного романа Дафны Дюморье.

## Сюжет
Всего лишь через год после загадочной смерти своей первой жены, прекрасной и утончённой Ребекки, Максим де Винтер женится на девушке вдвое моложе себя. Но кажется, что бывшая хозяйка и не покидала аристократического поместья Мэндерли, величественно нависающего над берегом моря. К тому же домоправительница миссис Дэнверс ненавидит застенчивую и безответную девушку лишь за то, что она заняла место её обожаемой Ребекки. Но на этом проблемы новой миссис де Уинтер только начинаются…

## В ролях
- Чарльз Дэнс — Максим де Винтер
- Эмилия Фокс — миссис де Винтер
- Дайана Ригг — миссис Дэнверс
- Люси Коху[англ.] — Ребекка де Винтер
- Фэй Данауэй — миссис Ван Хоппер
- Джон Брэнвелл — Бен

## Номинации
Премия «Эмми» за лучшую женскую роль второго плана в мини-сериале или фильме — Дайана Ригг